# Eucosmogastra
Eucosmogastra là một chi bướm đêm thuộc phân họ Olethreutinae trong họ Tortricidae.

## Các loài
- Eucosmogastra aeolantha (Meyrick, 1914)
- Eucosmogastra aeraria (Meyrick, 1909)
- Eucosmogastra anthochroa Diakonoff, 1975
- Eucosmogastra callicratis (Meyrick, 1909)
- Eucosmogastra miltographa Meyrick, 1907
- Eucosmogastra poetica (Meyrick, 1909)
- Eucosmogastra pyrrhopa (Lower, 1896)